# Clearbrook (Colombie-Britannique)
Pour les articles homonymes, voir Clearbrook.
Clearbrook est une communauté de la ville d'Abbotsford en Colombie-Britannique située dans le district régional de Fraser Valley.